# Obuch

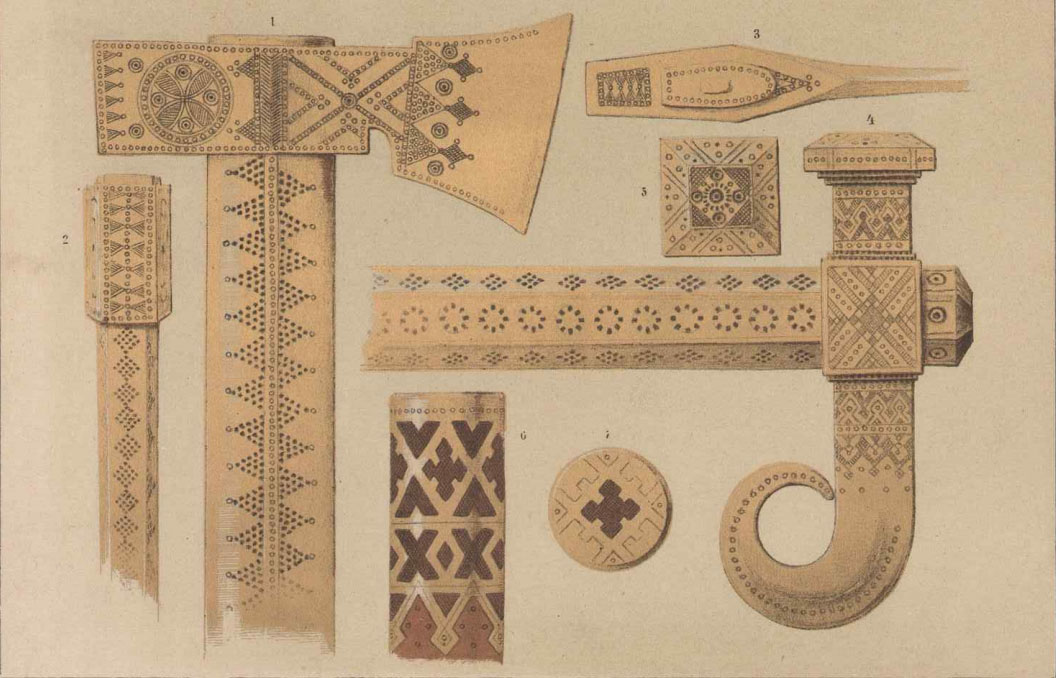
La tête d’un obuch (avec son bec recourbé)

Un obuch, obuszek ou obuszysko est une arme polonaise employée du XVIe au XVIIIe siècle. Il s'agit d'un marteau d'armes, comme le nadziak qui lui est apparenté. Il s'en distingue par son bec recourbé face au marteau. Avec une tige d'une longueur allant de 80 à 100 cm, il était employé par la noblesse polonaise.